# Giải vô địch bóng đá U-16 Đông Nam Á 2015
Giải vô địch bóng đá U-16 Đông Nam Á 2015 (tiếng Anh: 2015 AFF U-16 Youth Championship) là giải vô địch bóng đá U-16 Đông Nam Á lần thứ 10 giữa các đội tuyển bóng đá dưới 16 tuổi các quốc gia Đông Nam Á do Liên đoàn bóng đá Đông Nam Á tổ chức tại Phnôm Pênh, Campuchia từ ngày 27 tháng 7 đến ngày 9 tháng 8 năm 2015. Giải đấu sẽ được đăng cai lần thứ 2 cho Campuchia sau Giải vô địch bóng đá U17 Đông Nam Á 2007. Giải đấu đã được thiết lập để được tổ chức tại Indonesia nhưng họ đã bị đình chỉ bởi FIFA vào tháng 5 năm 2015.

## Các đội tuyển
Tất cả 12 thành viên hiệp hội của Liên đoàn bóng đá Đông Nam Á đã được thiết lập để tham gia vào giải đấu gồm 3 bảng 4 đội, nhưng với hệ thống treo của Indonesia, họ đã bỏ qua và Liên đoàn bóng đá Đông Nam Á đã trở lại là 2 bảng gồm 6 đội và 5 đội.
Các bảng sau đây đã được bốc thăm tại hội nghị hội đồng AFF lần thứ 15 tại Singapore vào ngày 16 tháng 6 năm 2015.
| Nhóm A                                                       | Nhóm B                                               |
| ------------------------------------------------------------ | ---------------------------------------------------- |
| - Malaysia - Việt Nam - Thái Lan - Đông Timor - Brunei - Lào | - Úc - Myanmar - Philippines - Singapore - Campuchia |

## Các địa điểm
| Phnôm Pênh           | Phnôm Pênh                                                                          | Phnôm Pênh            |
| -------------------- | ----------------------------------------------------------------------------------- | --------------------- |
| Sân vận động Olympic | Phnôm Pênh Địa điểm của sân vận động tại Giải vô địch bóng đá U-16 Đông Nam Á 2015. | Sân vận động Quân đội |
| Sức chứa: 50.000     | Phnôm Pênh Địa điểm của sân vận động tại Giải vô địch bóng đá U-16 Đông Nam Á 2015. | Sức chứa: 7.000       |
|                      | Phnôm Pênh Địa điểm của sân vận động tại Giải vô địch bóng đá U-16 Đông Nam Á 2015. |                       |

## Vòng bảng
- Tất cả các trận đấu sẽ được tổ chức tại Campuchia.
- Giờ thi đấu theo tính giờ địa phương là UTC+07:00.

### Bảng A
| VT | Đội        | ST | T | H | B | BT | BB | HS  | Đ  | Giành quyền tham dự     |
| -- | ---------- | -- | - | - | - | -- | -- | --- | -- | ----------------------- |
| 1  | Lào        | 5  | 4 | 1 | 0 | 10 | 4  | +6  | 13 | Vòng đấu loại trực tiếp |
| 2  | Thái Lan   | 5  | 4 | 0 | 1 | 10 | 2  | +8  | 12 | Vòng đấu loại trực tiếp |
| 3  | Malaysia   | 5  | 2 | 0 | 3 | 4  | 8  | −4  | 6  |                         |
| 4  | Việt Nam   | 5  | 1 | 2 | 2 | 10 | 8  | +2  | 5  |                         |
| 5  | Đông Timor | 5  | 1 | 2 | 2 | 9  | 11 | −2  | 5  |                         |
| 6  | Brunei     | 5  | 0 | 1 | 4 | 3  | 13 | −10 | 1  |                         |

| Malaysia                    | 1–0      | Việt Nam |
| --------------------------- | -------- | -------- |
| Nguyễn Xuân Kiên 32' (l.n.) | Chi tiết |          |

| Lào          | 1–0      | Thái Lan |
| ------------ | -------- | -------- |
| Bounkong 36' | Chi tiết |          |

| Đông Timor                        | 2–2      | Brunei         |
| --------------------------------- | -------- | -------------- |
| Filomeno Costa 48' · Dom Braz 64' | Chi tiết | Hanif 44', 62' |

| Lào                           | 3–2      | Đông Timor                             |
| ----------------------------- | -------- | -------------------------------------- |
| Bounkong 26', 51' · Nalin 66' | Chi tiết | Armindo Gusmao 3' · Filomeno Costa 12' |

| Brunei    | 1–6      | Việt Nam                                                                                    |
| --------- | -------- | ------------------------------------------------------------------------------------------- |
| Hariz 66' | Chi tiết | Trần Văn Đạt 11', 88' · Nguyễn Hồng Sơn 22', 37' · Bùi Anh Đức 56' · Nguyễn Hữu Thắng 90+2' |

| Thái Lan                        | 3–1      | Malaysia        |
| ------------------------------- | -------- | --------------- |
| Korawich 2' · Jinnawat 19', 35' | Chi tiết | Nizarruddin 88' |

| Malaysia     | 1–0      | Brunei |
| ------------ | -------- | ------ |
| Shaqirin 29' | Chi tiết |        |

| Việt Nam                   | 2–2      | Lào                      |
| -------------------------- | -------- | ------------------------ |
| Nguyễn Khắc Khiêm 22', 45' | Chi tiết | Bounkong 49' · Nalin 89' |

| Thái Lan                         | 3–0      | Đông Timor |
| -------------------------------- | -------- | ---------- |
| Jinnawat 52', 76' · Korawich 90' | Chi tiết |            |

| Việt Nam | 0–2      | Thái Lan                               |
| -------- | -------- | -------------------------------------- |
|          | Chi tiết | Ngô Kim Long 49' (l.n.) · Santipap 85' |

| Đông Timor                                | 3–1      | Malaysia |
| ----------------------------------------- | -------- | -------- |
| Joao Frtas 45' · Danilson Araujo 71', 81' | Chi tiết | Alif 79' |

| Brunei | 0–2      | Lào               |
| ------ | -------- | ----------------- |
|        | Chi tiết | Xayyaphon 9', 86' |

| Malaysia | 0–2      | Lào                        |
| -------- | -------- | -------------------------- |
|          | Chi tiết | Saysouk 19' · Bounkong 21' |

| Thái Lan                    | 2–0      | Brunei |
| --------------------------- | -------- | ------ |
| Hassawat 82' · Jinnawat 84' | Chi tiết |        |

| Việt Nam                            | 2–2      | Đông Timor                            |
| ----------------------------------- | -------- | ------------------------------------- |
| Lê Ngọc Thái 49' · Trần Văn Đạt 89' | Chi tiết | Yafet Barros 34' · Armindo Gusmao 76' |

Ghi chú
1. 1 2  Trận đấu vào lúc đầu đã bị bỏ vào ngày trận đấu đầu tiên do mưa lớn và chơi được vào ngày hôm sau.[6][7]

### Bảng B
| VT | Đội           | ST | T | H | B | BT | BB | HS  | Đ  | Giành quyền tham dự     |
| -- | ------------- | -- | - | - | - | -- | -- | --- | -- | ----------------------- |
| 1  | Úc            | 4  | 4 | 0 | 0 | 24 | 4  | +20 | 12 | Vòng đấu loại trực tiếp |
| 2  | Myanmar       | 4  | 3 | 0 | 1 | 9  | 5  | +4  | 9  | Vòng đấu loại trực tiếp |
| 3  | Singapore     | 4  | 1 | 1 | 2 | 7  | 12 | −5  | 4  |                         |
| 4  | Campuchia (H) | 4  | 1 | 1 | 2 | 1  | 7  | −6  | 4  |                         |
| 5  | Philippines   | 4  | 0 | 0 | 4 | 3  | 16 | −13 | 0  |                         |

| Singapore   | 1–3      | Myanmar                                                     |
| ----------- | -------- | ----------------------------------------------------------- |
| Nicolas 34' | Chi tiết | Hein Htet Aung 12' · Win Naing Tun 39' · Htet Phyoe Wai 62' |

| Philippines | 0–1      | Campuchia   |
| ----------- | -------- | ----------- |
|             | Chi tiết | Kimheng 55' |

| Singapore                                           | 4–1      | Philippines  |
| --------------------------------------------------- | -------- | ------------ |
| Hairee 54' · Rezky 75' · Sharul 90' · Firdaus 90+4' | Chi tiết | Calunsag 17' |

| Campuchia | 0–4      | Úc                                             |
| --------- | -------- | ---------------------------------------------- |
|           | Chi tiết | Brook 2', 45+1' · Italiano 31' · Sweedan 90+2' |

| Myanmar                                                     | 3–0      | Philippines |
| ----------------------------------------------------------- | -------- | ----------- |
| Hein Htet Aung 37' · Win Naing Tun 44' · Kyaw Kyaw Htet 84' | Chi tiết |             |

| Úc                                                                         | 8–2      | Singapore            |
| -------------------------------------------------------------------------- | -------- | -------------------- |
| Najjarine 22' · Moric 23', 42', 70', 87' · Pierias 54', 90+2' · Akbari 77' | Chi tiết | Rezky 18' · Kweh 64' |

| Úc                                                   | 4–0      | Myanmar |
| ---------------------------------------------------- | -------- | ------- |
| Najjarine 7' · Brook 16' · Valenti 19' · Moric 90+3' | Chi tiết |         |

| Campuchia | 0–0      | Singapore |
| --------- | -------- | --------- |
|           | Chi tiết |           |

| Úc                                                                           | 8–2      | Philippines               |
| ---------------------------------------------------------------------------- | -------- | ------------------------- |
| Roberts 5', 22', 28', 44' · Ryan 31' · Castaneda 70' · Moric 79' · Brook 87' | Chi tiết | Wilson 14' · Tacardon 24' |

| Myanmar                                                          | 3–0      | Campuchia |
| ---------------------------------------------------------------- | -------- | --------- |
| Pyae Sone Naing 16' · Win Naing Tun 20' · Aung Chit Oo Ko Ko 55' | Chi tiết |           |

## Vòng đấu loại trực tiếp
|  | Bán kết                | Bán kết  |                        |   | Chung kết | Chung kết |
|  |                        |          |                        |   |           |           |
|  | 7 tháng 8 – Phnôm Pênh |          |                        |   |           |           |
|  |                        |          |                        |   |           |           |
|  | Lào                    | 0        |                        |   |           |           |
|  | Lào                    | 0        | 9 tháng 8 – Phnôm Pênh |   |           |           |
|  | Myanmar                | 1        |                        |   |           |           |
|  | Myanmar                | 1        | Myanmar                | 0 |           |           |
|  | 7 tháng 8 – Phnôm Pênh |          | Myanmar                | 0 |           |           |
|  |                        | Thái Lan | 3                      |   |           |           |
|  | Úc                     | Thái Lan | 3                      | 2 |           |           |
|  | Úc                     |          |                        | 2 |           |           |
|  | Thái Lan               | 3        |                        |   |           |           |
|  | Thái Lan               | 3        | Tranh hạng ba          |   |           |           |
|  |                        |          |                        |   |           |           |
|  | 9 tháng 8 – Phnôm Pênh |          |                        |   |           |           |
|  |                        |          |                        |   |           |           |
|  | Lào                    | 2        |                        |   |           |           |
|  | Lào                    | 2        |                        |   |           |           |
|  | Úc                     | 10       |                        |   |           |           |

### Bán kết
| Lào | 0−1      | Myanmar             |
| --- | -------- | ------------------- |
|     | Chi tiết | Pyae Sone Naing 32' |

| Úc                                | 2−3      | Thái Lan                                   |
| --------------------------------- | -------- | ------------------------------------------ |
| Roberts 73' (ph.đ.) · Pierias 78' | Chi tiết | Jinnawat 48' · Hassawat 52' · Korawich 70' |

### Tranh hạng ba
| Lào                 | 2−10     | Úc                                                                                          |
| ------------------- | -------- | ------------------------------------------------------------------------------------------- |
| Sengsavang 41', 44' | Chi tiết | Roberts 16', 55', 78' · Brook 22' · Sweedan 43' · Akbari 45+2', 79', 90+2' · Moric 70', 80' |

### Chung kết
| Myanmar | 0−3      | Thái Lan                                     |
| ------- | -------- | -------------------------------------------- |
|         | Chi tiết | Sittirak 41' · Natthapong 81' · Jinnawat 82' |

## Vô địch
| Vô địch Giải vô địch bóng đá U-16 Đông Nam Á 2015 |
| ------------------------------------------------- |
| · Thái Lan · Lần thứ ba                           |

## Danh sách cầu thủ ghi bàn
8 bàn
- Marc Moric
- John Roberts

7 bàn
- Jinnawat Russamee

5 bàn
- Lachlan Brook
- Bounphachan Bounkong

4 bàn
- Rahmat Akbari
- Xayyaphon Sengsavang

3 bàn
- Dylan Pierias
- Win Naing Tun
- Korawich Tasa
- Trần Văn Đạt

2 bàn
- Ahmed Sweedan
- Ramy Najjarine
- Mohammad Hanif Adanan
- Nalin
- Hein Htet Aung
- Pyae Sone Naing
- Rezza Rezky Ramadhani
- Hassawat Nopnate
- Armindo Gusmao
- Danilson Araujo
- Filomeno Costa
- Nguyễn Hồng Sơn
- Nguyễn Khắc Khiêm

1 bàn
- Adrian Valenti
- Dylan Ryan
- Eduardo Castaneda
- Jacob Italiano
- Abdul Hariz Herman
- Teat Kimheng
- Thatsaphone Saysouk
- Ariq Shaqirin Suhaimi
- Muhammad Alif Safwan
- Muhammad Nizarruddin Jazi
- Aung Chit Oo Ko Ko
- Htet Phyoe Wai
- Kyaw Kyaw Htet
- Fidel Victor Tacardon
- Joseph Sherwyn Calunsag
- Robert Lawrence Wilson
- Glenn Kweh Jia Jin
- Hidayatul Firdaus Johan
- Jordan Nicolas Vestering
- Khairul Hairee Abdul Hamid
- Muhammad Sharul Shah
- Natthapong Nakpitak
- Santipap Yaemsaen
- Sittirak Koetkhumthong
- Dom Braz
- Joao Frtas
- Yafet Barros
- Bùi Anh Đức
- Lê Ngọc Thái
- Nguyễn Hữu Thắng

Phản lưới nhà
- Ngô Kim Long (trận đấu với Thái Lan)
- Nguyễn Xuân Kiên (trận đấu với Malaysia)